# Polyalthia congesta
Polyalthia congesta là loài thực vật có hoa thuộc họ Na. Loài này được (Ridl.) J. Sinclair miêu tả khoa học đầu tiên năm 1951.